# Nancy Wilson
Nancy Lamoureux Wilson (San Francisco, 16 de março de 1954) é uma guitarrista, cantora e compositora norte-americana. Nancy e a irmã mais velha, Ann, formaram a banda Heart nos anos 70. Em abril de 2013, Nancy e os outros integrantes do Heart entraram para o Hall da Fama do Rock.

## Carreira
Além da banda banda Heart, as irmãs Wilson também formaram outra banda nos anos 90 chamada The Lovemongers. O cover da canção "The Battle of Evermore" do Led Zeppelin fez parte da trilha sonora do filme Vida de Solteiro (1992), dirigido por Cameron Crowe.
Uma das composições de Nancy, (Elevator Beat), fez parte da trilha sonora do filme Vanilla Sky (2001), estrelado por Tom Cruise. Nancy foi casada com o diretor do filme, Cameron Crowe, de 1986 a 2010. Nancy e Cameron são pais de dois filhos gêmeos, nascidos em Janeiro de 2000.

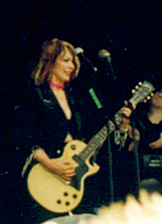
Nancy Wilson no Sweden Rock Festival em 2004.

Nancy e a irmã Ann ganharam uma estrela na Calçada da Fama de Hollywood em Setembro de 2012. Em Abril de 2013, Nancy e os outros integrantes do Heart entraram para o Hall da Fama do Rock.
Um marco na carreira de Nancy foi a interpretação da música Stairway to Heaven na homenagem ao Led Zeppelin no Kennedy Center Honors, em dezembro de 2012. A bateria ficou por conta de Jason Bonham, filho do falecido baterista da banda, John Bonham. Esta apresentação foi um dos grandes momentos do tributo. Robert Plant, Jimmy Page e John Paul Jones (que já produziu um álbum do Heart), ficaram com os olhos marejados de lágrimas. A mamãe Wilson, também compôs a galeria de honra com os ex-Leds.

## Discografia

### Heart
- 1976: Dreamboat Annie
- 1977: Little Queen
- 1978: Magazine
- 1978: Dog and Butterfly
- 1980: Bébé le Strange
- 1982: Private Audition
- 1983: Passionworks
- 1985: Heart
- 1987: Bad Animals
- 1990: Brigade
- 1993: Desire Walks On
- 2001: Heart Presents a Lovemongers' Christmas
- 2004: Jupiter's Darling
- 2007: Red Velvet Car
- 2012: Fanatic
- 2016: Beautiful Broken

### Ann & Nancy Wilson
- 1989: Here Is Christmas - Maxi single de 4 canções.

### The Lovemongers
Singles
- 1992: The Battle of Evermore/Love Of The Common Man/Papa Was a Rollin' Stone/Crazy On You - Maxi single.
- 1998: Kiss - CD Single.

Álbuns
- 1997: Whirlygig
- 1998: A Lovemonger's Christmas